# Tomba di Suleyman Shah
La tomba di Suleyman Shah (Turco Süleyman Şah Türbesi) è un sito archeologico all'interno del Governatorato di Aleppo (Siria). 
Esso costituisce il luogo di sepoltura tradizionale di Suleyman Shah, figura leggendaria a cui è stata attributa l'identità di nonno di Osman I, il fondatore dell'Impero ottomano, figlio di Ertuğrul Gazi. Si crede che Suleyman Shah sia affogato nel fiume Eufrate, in quella che è l'attuale Siria, e una tomba ottomana che sorge nelle prossimità di Qalʿat Jaʿbar è stata associata alla sua figura, malgrado gli storici dichiarino che la reale appartenenza della tomba non è comprovata e attualmente ignota.
La tomba ha subito spostamenti per due volte e si trova dai primi del 2015 all'interno dell'exclave turca, nei pressi di Kobanê. Il governo turco ha spostato per motivi di sicurezza le spoglie di Suleyman Shah come misura temporanea.

## Status legale
In accordo con l'Articolo 9 del Trattato di Ankara, firmato tra Francia e Turchia nel 1921, la tomba "rimarrà, con le sue spettanze, proprietà della Turchia, che potrà nominarne guardiani e potrà impiegare lì la sua bandiera". Il Trattato non parla della terra al di sotto della tomba.
Dal 2014, la posizione ufficiale della Turchia sembra essere quella secondo cui la terra attorno alla tomba è territorio sovrano della Turchia stessa. Tuttavia, nessun altro Stato, compresa la Siria, ha ufficialmente riconosciuto questa pretesa. La posizione siriana è che il riposizionamento della tomba nel 2015 è stato una violazione del Trattato di Ankara.

## Primo ricollocamento

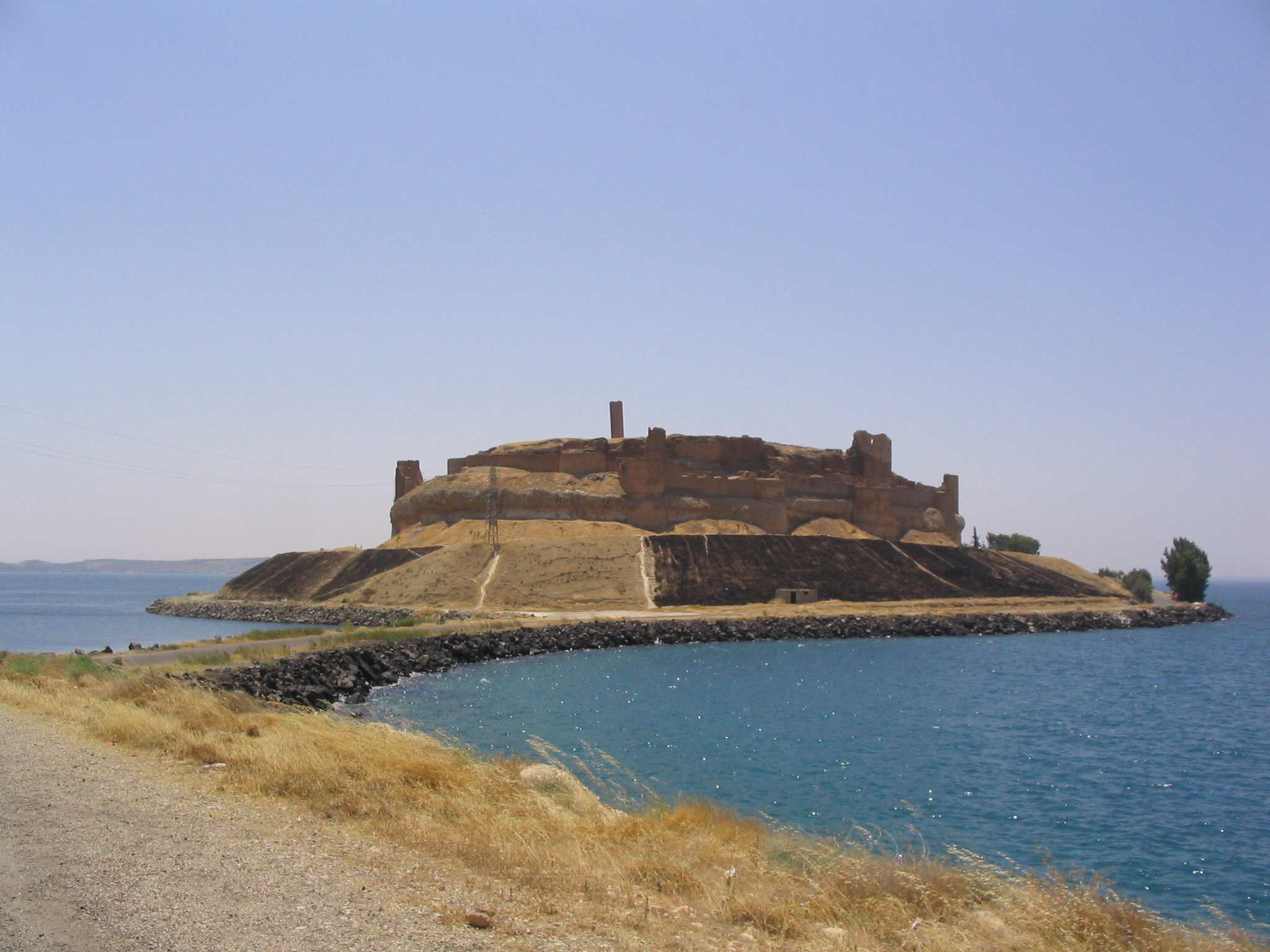
Qalʿat Jaʿbar, il forte ai piedi del quale era situata la tomba di Suleyman Shah fino al 1973.

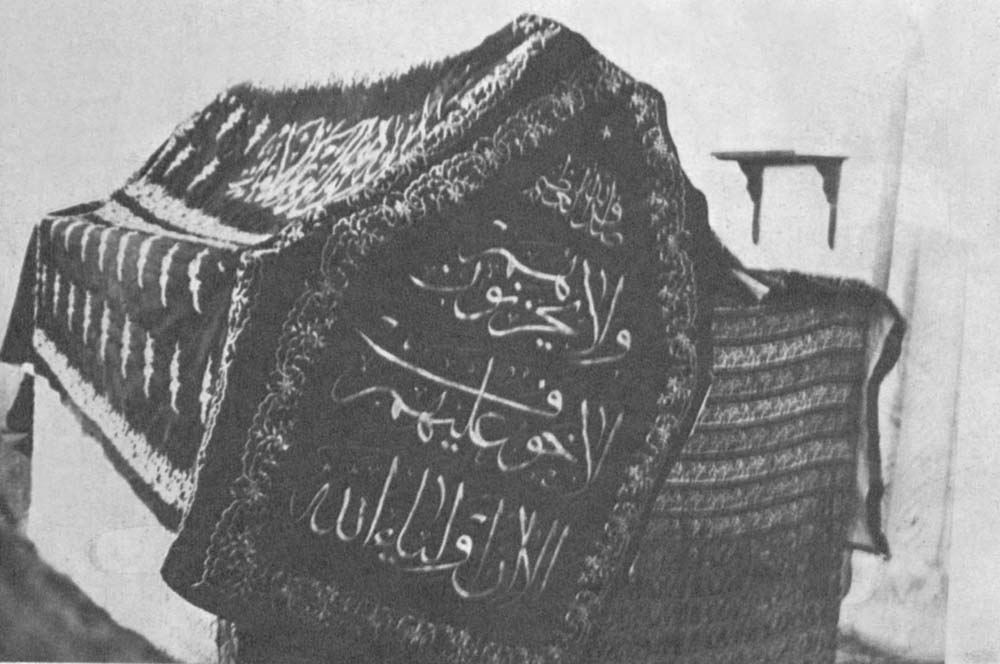
la tomba di Suleyman Shah nel 1921

Nel 1973, il sito della tomba fu sommerso quando la diga di Tabqa creò l'invaso chiamato Lago Assad. A quel tempo, la tomba fu spostata in una nuova collocazione, a circa 80 km a nord di Qalʿat Jaʿbar, sulla sponda dell'Eufrate, non lontano dalla cittadina di Sarrin, a circa 35 km dalla frontiera turca. Fino al febbraio del 2015, la Turchia ha mantenuto una piccola presenza militare come guardia d'onore del sito.

## Eventi durante la guerra civile in Siria
Il 5 agosto 2012, durante la guerra civile siriana, l'allora Primo ministro turco, Recep Tayyip Erdoğan, ha dichiarato che «La tomba di Suleyman Shah [in Siria] e il territorio circostante è nostro territorio. Non possiamo ignorare qualsiasi atto ostile contro questo monumento, come potrebbe essere un attacco sul nostro territorio, inteso come un attacco al territorio di uno Stato appartenente alla NATO... Ognuno conosce il proprio dovere, e continuerà a fare quanto necessario».
Il 20 marzo 2014, lo Stato Islamico dell'Iraq e della Siria ha minacciato di attaccare il sito, a meno che le truppe turche non lo avessero sgomberato entro tre giorni. Il governo turco ha ribadito che ogni attacco alla tomba sarebbe stato considerato un attacco al territorio turco.
Il 27 marzo 2014, furono rese note registrazioni su YouTube di una conversazione che apparentemente coinvolgeva l'allora ministro degli Esteri turco, Ahmet Davutoğlu, il sottosegretario agli Esteri Feridun Sinirlioğlu, allora capo della Millî İstihbarat Teşkilatı turca (MİT), Hakan Fidan, e il vice-Capo di Stato Maggiore Yaşar Güler. La registrazione si disse fosse stata realizzata probabilmente nell'ufficio di Davutoğlu al Ministero degli Esteri, il 13 marzo. Trascrizioni della conversazione mostrano anche che si vagliava la possibilità da parte turca d'impegnare forze turche "sotto falsa bandiera" in operazioni all'interno della Siria. Nell'incontro si discusse di come sfruttare come scusa la minaccia contro la tomba per un'operazione militare all'interno della Siria. Davutoğlu affermò che Erdoğan gli aveva detto di considerare la minaccia riguardante la tomba come un'"opportunità".
Il 2 ottobre 2014, giuristi turchi espressero il loro parere favorevole circa l'uso militare della forza turca contro l'ISIS, basato sulla presunta minaccia dell'ISIS d'impadronirsi della tomba.

## Secondo ricollocamento
Nella notte tra il 21 e il 22 febbraio 2015, un convoglio militare turco, comprendente circa un centinaio di carri armati e di altri veicoli blindati entrò in Siria per evacuare le 40 guardie del sito funebre e rimpatriarle. Un soldato morì durante l'operazione. Il complesso funebre fu distrutto per impedirne ogni impiego da parte dell'ISIS. La tomba è stata ricollocata su una collina in territorio siriano controllato dalle forze militari turche, presso il villaggio di Esmesi, nelle vicinanze della città frontaliera di Kobanê. Il ministro degli Esteri turco ha dichiarato che la ricollocazione è soltanto una misura temporanea.